# 镇盛下博郡冼太庙
镇盛下博郡冼太庙，位于中国广东省茂名市茂南区镇盛镇下博郡村，为茂名市茂南区文物保护单位，类型为古建筑，公布时间为1999年8月23日。
镇盛下博郡冼太庙的历史年代为明代。